# Spot Fetcher

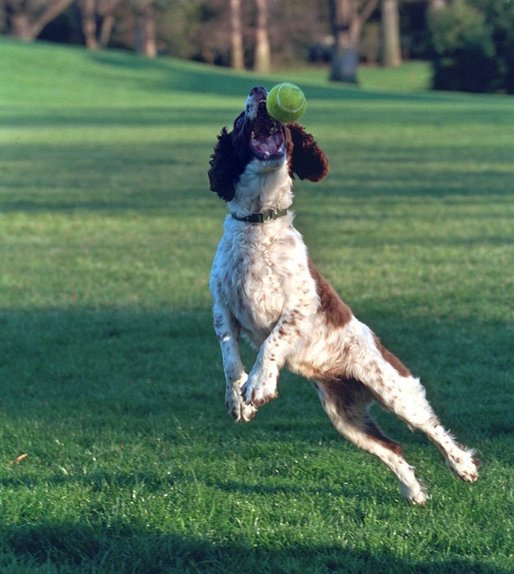
Spot Fetcher mordendo uma bola de tênis.

Spot Fetcher (nascido em Washigton DC, 17 de março de 1989 - Houston, 21 de fevereiro de 2004) foi o cachorro do ex-presidente dos Estados Unidos, George W. Bush. Ela era um Springer Spaniel Inglês, seu nome foi dado em homenagem a Scott Fletcher, um jogador do Texas Rangers, uma equipe de George W. Bush antes de se tornar governador do Texas, em 1994.
Nascido na Casa Branca, ela era filha de Millie, que tinha pertencido ao presidente George H. W. Bush e a primeira-dama Barbara Bush. Seu pai era Tug Farish da Farm Lane End, em Kentucky, mais conhecido por seu programa de criação de cavalos.
Ela foi sacrificado depois de sofrer uma série de derrames. Ela tinha 14 anos.
Ela foi o único animal que viveu durante dois mandatos na Casa Branca.